# Los gángsters del aire
Los gángsters del aire (Parachute Jumper) es una película dramática de gánsteres estadounidense de 1933, dirigida por Alfred E. Green y protagonizada por Douglas Fairbanks Jr., Bette Davis y Frank McHugh. El guion de John Francis Larkin está basado en la novela titulada Some Call It Love de Rian James.

## Argumento
Dos pilotos del Cuerpo de Marines de los Estados Unidos, Bill Keller (Douglas Fairbanks, Jr.) y "Toodles" Cooper (Frank McHugh), son derribados sobre Nicaragua. Cuando un grupo de búsqueda los encuentra borrachos e ilesos en una cantina, deciden dejar el Cuerpo de Marines. Rápidamente encuentran empleo como pilotos comerciales en una empresa de Nueva York. Sin embargo, al llegar, descubren que la empresa se ha declarado en quiebra. Desempleados y casi arruinados, se encuentran con una mujer llamada "Alabama" Brent (Bette Davis) y le piden que comparta su apartamento para ahorrar gastos. Tras librarse de la muerte en una acrobacia de paracaidismo, Bill finalmente consigue un trabajo con el contrabandista Kurt Weber (Leo Carrillo). Así, los dos, Bill y Toodles, se involucran en el tráfico ilegal de Weber, transportando licor de contrabando desde Canadá. En uno de esos viajes, Bill derriba dos aviones de la Patrulla Fronteriza, confundiéndolos con secuestradores. Afortunadamente, no hay víctimas mortales.
Por su parte, Weber y su secuaz Steve (Harold Huber) tienden una trampa mortal a dos ex empleados descontentos y sin sueldo. En total desacuerdo, Bill entrega su renuncia, pero Weber los convence —a él y a Toodles— para que hagan una entrega más cada uno. Luego, Bill se averigua que esta vez están traficando con narcóticos, en vez de licor. Al mismo tiempo, las autoridades sitian la oficina de Weber. Weber y Bill eluden la trampa y vuelan a Canadá. Una vez más, los aviones de la Patrulla Fronteriza los persiguen y derriban el avión de Weber. Posteriormente, Bill convence a los funcionarios fronterizos de que es una víctima inocente del ‘secuestrador’ Weber. Al final, Toodles decide volver a alistarse en el Cuerpo de Marines. Bill propone matrimonio a Alabama y le promete que podrá mantenerla si también se reincorpora al Cuerpo de Marines. Bill y Toodles regresan donde comenzaron.

## Reparto
- Douglas Fairbanks, Jr. como Bill Keller
- Bette Davis como Alabama (Patricia) Brent
- Frank McHugh como Toodles Cooper
- Claire Dodd como Mrs. Newberry
- Leo Carrillo como Weber
- Harold Huber como Steve
- Thomas E. Jackson como Coffey

## Producción
- Al primeros del mes de octubre de 1932 —pocos meses antes del estreno de la película— la revista comercial The Film Daily, especialista en cinematografía, informó que Warner Bros. había cambiado el título de su producción que se llamaba simplemente Parachute a Parachute Jumper.[3]

- De las muchas películas de Bette Davis, Los gánsters del aire (Parachute Jumper) le pareció bastante mala ("dead last" en el original en inglés). Además de tener problemas con el guion, veía su personaje como otro más en el camino de papeles insignificantes que no la ayudaban a progresar en su carrera artística y se quejó enérgicamente a Jack L. Warner sobre los proyectos que tenía ya asignados.[4]

- Ya que la aviación comercial era el tema central de la película, el piloto Paul Mantz, experto en acrobacias aéreas, consiguió el contrato para filmar las escenas de los vuelos de la película.[5] Los aviones utilizados fueron: Buhl CA-6 Airsedan, Curtiss Fledgling, Fairchild 71 y Stearman C3R.[6]

## Crítica
Mordaunt Hall, crítico cinematográfico del The New York Times, la calificó como «una trepidante historia de aventuras en el aire y en la tierra»   Este artículo resume el formato de crimen y aventura en el aire que ya habían utilizado otras películas de la época. En una crítica posterior, Leonard Maltin la calificó como «un programa trepidante y agradable de Warner Bros.»

### En la cultura popular
Unos clips de Los gángsters del aire (Parachute Jumper) aparecen en el prólogo de la primera versión cinematográfica de ¿Qué fue de / pasó con Baby Jane? (What Ever Happened to Baby Jane?, 1962) como ejemplo de la supuesta mala calidad del trabajo cinematográfico de Jane Hudson (Bette Davis) de adulta.
En una entrevista sobre su carrera cinematográfica, Douglas Fairbanks Jr. calificó Los gángsters del aire como «horrible» («awful», en el original en inglés).